# 倒れるまで
『倒れるまで』（Kid Galahad）は1937年のアメリカ合衆国の映画。出演はエドワード・G・ロビンソンなど。
1941年には本作に出演したハンフリー・ボガート主演の『The Wagons Roll at Night』として、1962年にはエルヴィス・プレスリー主演の『恋のKOパンチ』としてそれぞれリメイクされた。

## キャスト
※括弧内は日本語吹替（テレビ版）
- ニック：エドワード・G・ロビンソン（大塚周夫）
- ルイズ：ベティ・デイヴィス（杉田郁子）
- ターキー：ハンフリー・ボガート（小林清志）
- ワード：ウェイン・モリス（仲村秀生）
- マリー：ジェーン・ブライアン（渡辺知子）
- シルバー：ハリー・ケリー（勝田久）
- チャック：ウィリアム・ハード

## スタッフ
- 監督：マイケル・カーティス
- 原作：フランシス・ウォーレス
- 脚本：シートン・Ｉ・ミラー
- 撮影：ガエタノ・ゴーディオ
- 音楽：ハインツ・ロームヘルド、マックス・スタイナー

日本語版
- 演出：春日正伸
- 翻訳：九鮎子
- 制作：東北新社